# Dermatophagoides farinae
Dermatophagoides farinae es una de las especies de ácaros del polvo más conocidas.
D. farinae es, después de Dermatophagoides pteronyssinus, la especie más común en el polvo doméstico. Las dos especies coexisten en el mismo hábitat, pero sus proporciones relativas varían según la región. D. farinae se encuentra en todo el mundo, pero es más abundante en América del Norte que en Europa. Es frecuente en áreas áridas y continentales y la prevalencia de reacciones alérgicas es extremadamente alta en América del Norte y Japón. Sin embargo, también se han encontrado una gran cantidad de casos en partes de Italia y Turquía, y en el Lejano Oriente fuera de Japón.
El macho D. farinae mide 260 μm a 360 μm en la edad adulta; la hembra más grande alcanza 360 μm a 400 μm. Su desarrollo dura 35 días, para una vida de alrededor de 70 días. La hembra pone 80 huevos aproximadamente.
La especie fue descrita en 1961 por Agnes Margaret Hughes, que dio su nombre farinae después del descubrimiento de compuestos de harina para animales en Inglaterra.